# République (metropolitana di Parigi)
République è una stazione delle linee 3, 5, 8, 9 e 11 della metropolitana di Parigi.

## La stazione
Prima dell'avvento dei Réseau express régional, la stazione di République deteneva il record di maggior numero di coincidenze, con cinque linee diverse di metropolitana (oggi eguagliato dalla stazione Châtelet dopo l'avvio della linea 14).
L'incrocio di cinque linee in una sola stazione ha richiesto la creazione di percorsi con colori differenti per guidare i passeggeri verso le diverse corrispondenze.
La stazione della linea 3 è situata sotto la parte sud della piazza in direzione dell'avenue de la République, mentre quella della linea 5 si trova allo sbocco del boulevard de Magenta.
Le stazioni delle linee 8 e 9 sono ubicate a nord allo sbocco del boulevard Saint-Martin e quella della linea 11 è ad est in rue du Faubourg du Temple.
Nel 2004 è stata la sesta stazione più frequentata della metropolitana di Parigi con 15,14 milioni di passeggeri.

### Accessi
- 2, place de la République
- 10, place de la République
- 12, place de la République
- 13, place de la République
- 14, place de la République
- 15, place de la République
- 1, rue du Faubourg du Temple
- 1, rue René Boulanger
- 2, 9, boulevard Saint-Martin
- Square de la Fontaine
- 1, boulevard Voltaire

## Interconnessioni
- Bus RATP - 20, 56, 65, 75
- Noctilien - N01, N02, N12, N23, N141, N142

## Galleria d'immagini

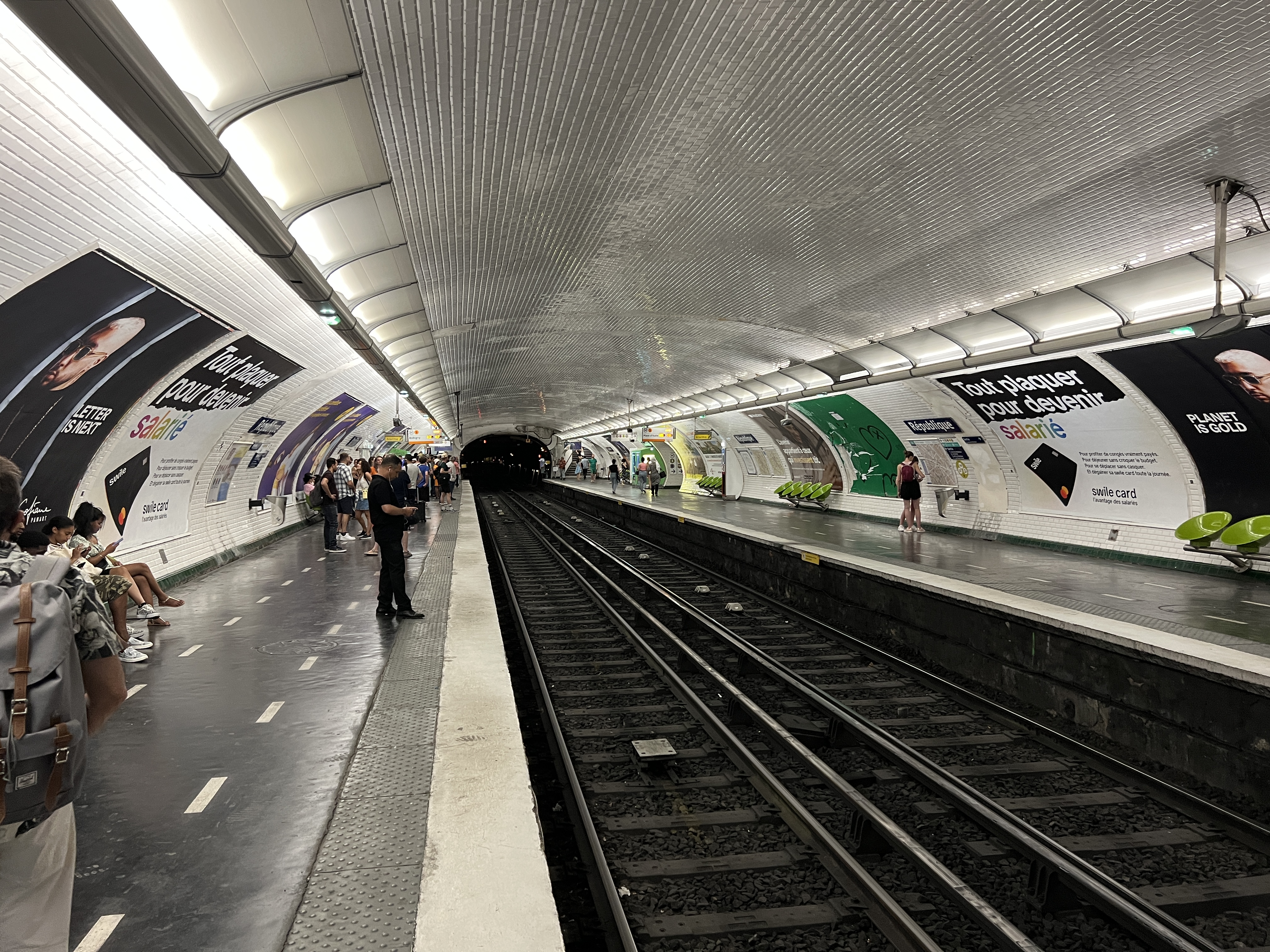
Il piano banchine della linea 5
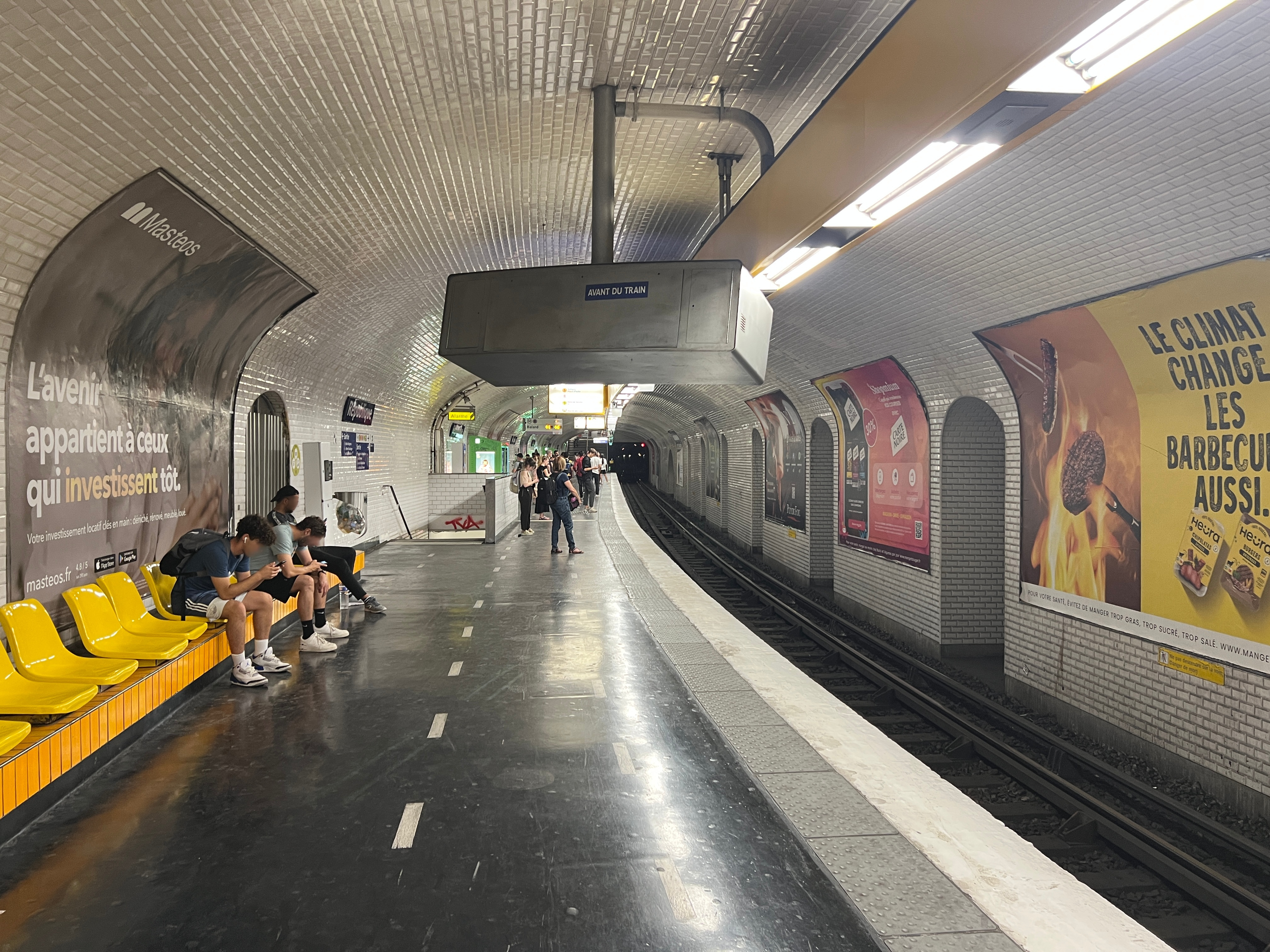
Un piano banchina della linea 8
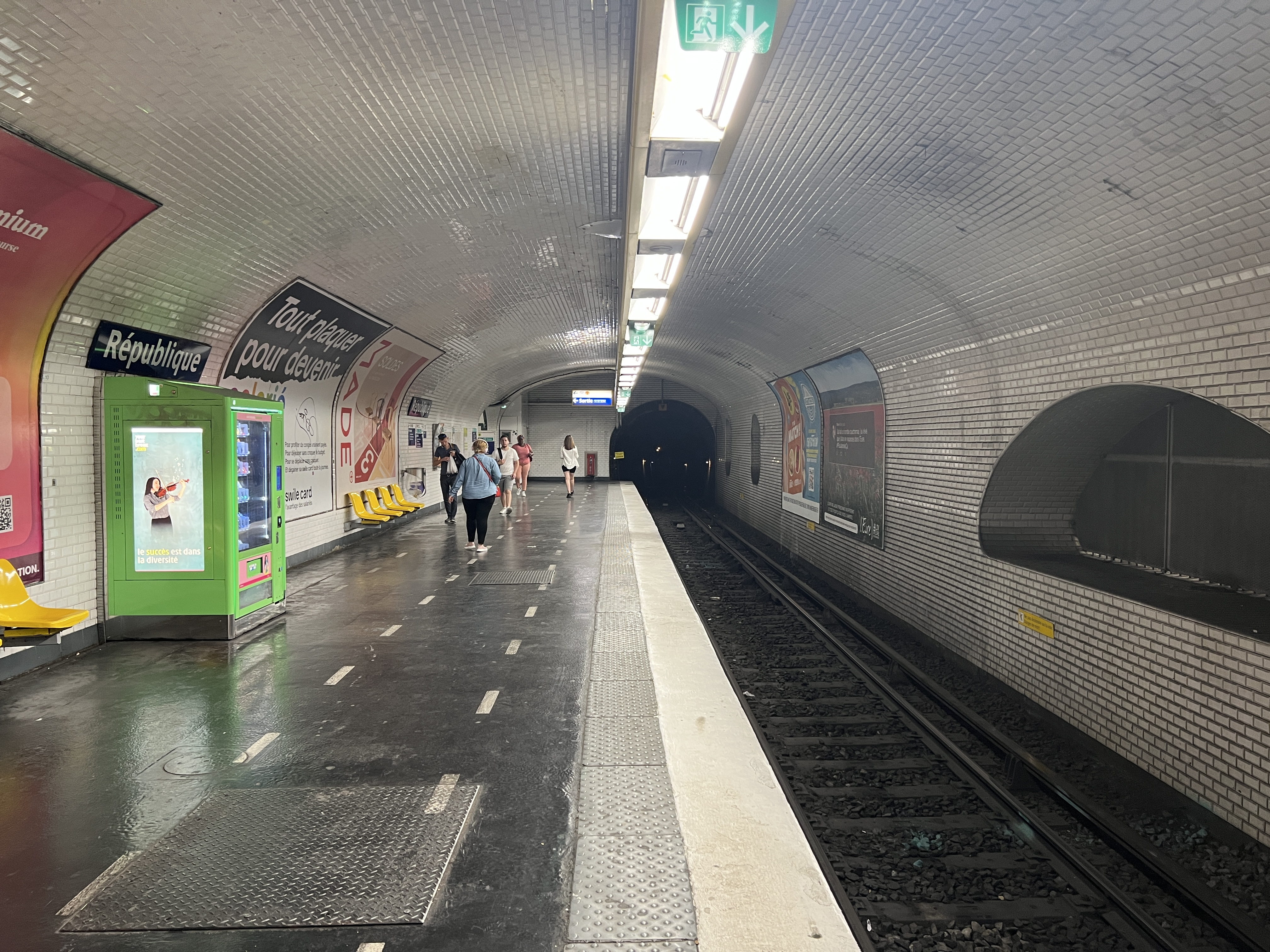
Un piano banchina della linea 9
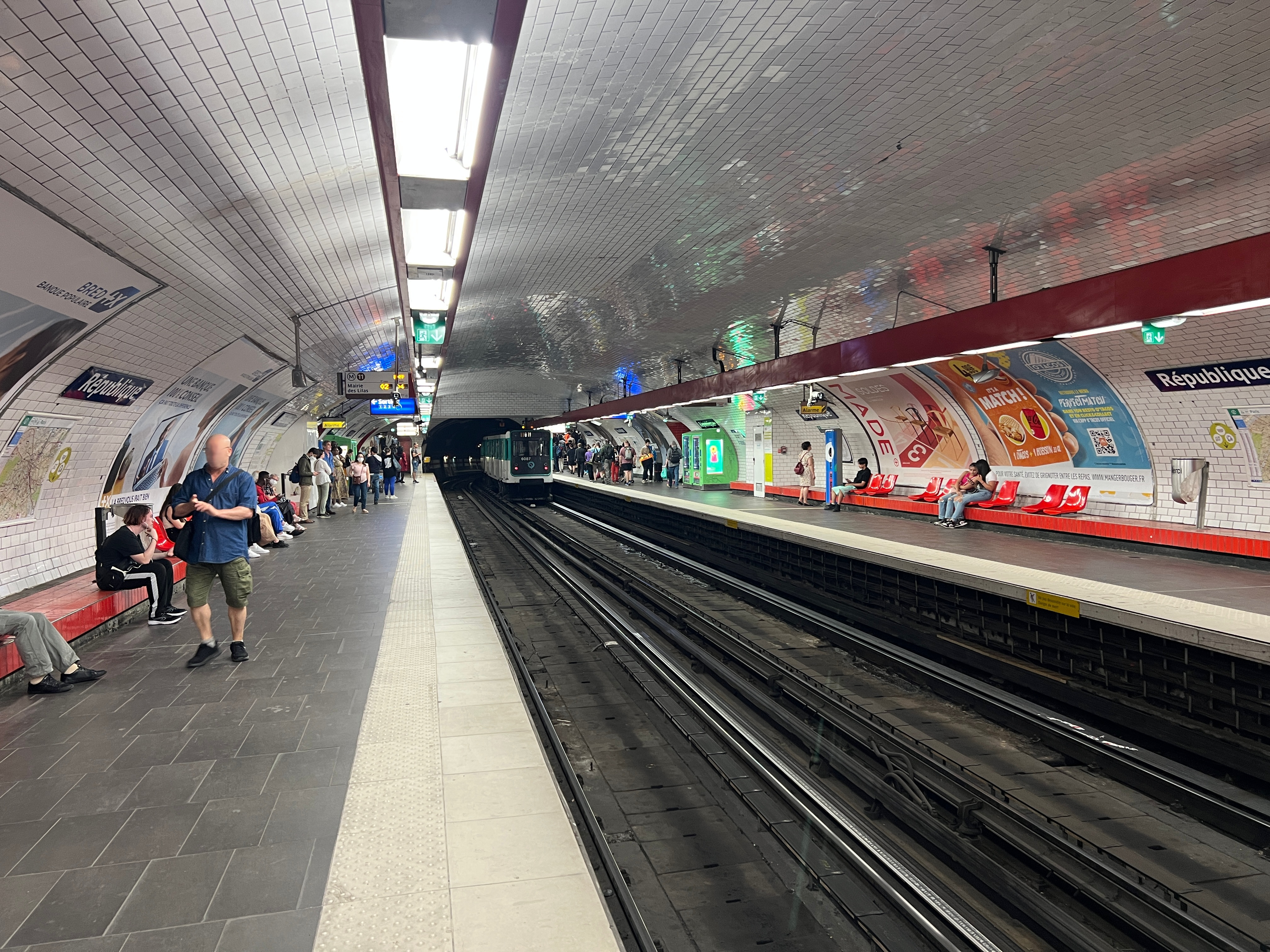
Il piano banchine della linea 11